# Francia kártya

Francia Pikk dáma

A francia kártya a legismertebb és legelterjedtebb játékkártyatípus, a legtöbb ismert kártyajátékot francia kártyával játsszák. Egy pakli négyféle, egyenként tizenhárom lapból álló sorozatból áll, ezek a fekete pikk, a piros káró, a fekete treff és a piros szív, avagy kőr. A sorok 2, 3, 4, 5, 6, 7, 8, 9, 10, bubi (J), dáma (Q), király (K), és ász (A) lapokból állnak (az ász felel meg az 1-esnek, de értékben a király után következik, mint a legerősebb lap). A paklit még két vagy három joker egészíti ki. A francia kártyának létezik négyszínű kártya változata is, mely többnyire annyiban tér el, hogy a káró kék, a treff zöld.

## Eredete
| Olasz                      | serleg | pénz   | bot    | kard  |
| Spanyol                    | serleg | pénz   | dorong | kard  |
| Svájci-német               | rózsa  | csengő | makk   | pajzs |
| Német/Magyar kártya színei | piros  | tök    | makk   | zöld  |
| Francia kártya színei      | kőr    | káró   | treff  | pikk  |

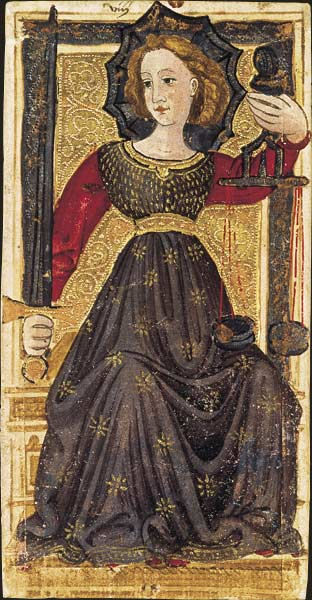
VI. Károly francia király kártyalapja

A francia kártya pontos eredete nem ismert. Kínában, Indiában, Perzsiában egyaránt fellelhetőek voltak kártyajátékok, különböző időkben. Európába a Mamlúk-Egyiptomból jöhetett 1370 körül, Franciaországban 1377-ben már feljegyezték.
A kártyákon lévő alakok és fő szín fajai az európai ország történetében éppúgy mutatnak különbségeket mint kapcsolódásra utaló hasonlóságot. Olaszországban a Tarokk és a velencei trappola jelent meg, utóbbiban már fellelhető négy szín melyek a négy társadalmi osztályra is utalhatnak: spada (kard, nemesség), coppe (kehely vagy serleg, papság), denari (pénz, kereskedők) és bastoni (bot – a spanyolban dorong – parasztság). Ezenkívül még három kép: király, lovag, felső, később királyné is, továbbá 6 szín- vagy számjegyes kártya I, II, VII, VIII, IX és XI.
A francia kártya ismertető jelei 1480 körül érkezhettek német kártyákról. A németek függetlenítették magukat az olasz befolyástól, és a XV. század közepén új sorozatjelekkel megteremtették a saját kártyájukat: az egyes társadalmi osztályokat a fenti sorrendben a – nálunk töknek nevezett – csengő, a szív, a levél és a makk jelképezte. A francián ezek absztraktabb formáival találkozhatunk.
A színek megjelenése és elnevezésére is számos variáció létrejött, bizonyos pontok hasonlóságot mutat a német és a magyar kártyával. Egyes formákban a színek természeti formák fedezhetőek fel, de például Zolnay Vilmos hadi színezettel ruházza fel őket: a kőr (franciául hasonló kiejtésű cœur) – vagyis a szív – a bátorság jelképe volt. A pikk (pique) lándzsa végződését ábrázolhatná, a káró (carreau) nyílhegy, Végül a treff (trèfle), vagyis lóhere, a lovasság.
Ráth-Végh István kártyatörténeti könyvében azt olvashatjuk, hogy a kártyajáték feltalálása Gringonneur, 15. századbeli francia festő nevéhez fűződik. Úgy hírlik, hogy ő eszelte ki a figurákat is, mégpedig azzal a céllal, hogy elszórakoztassa VI. Károly francia királyt. Ám a király köztudottan elmebeteg volt, és hogy az ő használatára készült volna az első pakli, az csupán történelmi anekdota. Igaz viszont, hogy VI. Károly szeretett kártyázni. Még az is igaz, hogy a feljegyzések szerint Gringonneurnek kifizettek három, díszekben pompázó kártyacsomagért bizonyos – elég borsos – összeget, magát a kártyát azonban már korábban ismerték Európában.

## Lapok

A francia kártya színei: treff (♣), káró (♦), kőr (♥), pikk (♠)

A francia kártya lapjainak két ismertetője a szín és a magasság, amelyek alapján egy pakliban 52 (4×13) különböző lap lehetséges.
A négy szín: treff (fekete háromlevelű lóhere), káró (piros rombusz), kőr (piros szív), pikk (fekete lándzsahegy). Tehát nem valódi színekről van szó, hanem a lapok sarkában található jelről. Bizonyos játékokban a színek erősorrendje is számít, az előbbi felsorolás szerint: a treff a leggyengébb, a pikk a legerősebb. Egyes játékokban (például pasziánsz) lehet jelentősége annak, hogy a káró és a kőr piros, illetve a treff és a pikk fekete. Máshol viszont ez nem számít, így rutintalan játékosok számára zavaró is lehet, ennek kiküszöbölésére találták ki a négyszínű kártyát.
A lapoknak 13 féle magassága lehet: számok 2-től 10-ig, őket követik a figurás lapok: bubi vagy jumbó (jele általában J – jack –, ritkábban franciául V – valet, vagy hollandul B – boer), dáma (jele Q – queen –, ritkábban franciául D – dame, vagy hollandul V – vrouw), király (jele K – king –, ritkábban franciául R – roi, rex – vagy hollandul H – heer) és az ász (jele A – ace, ritkábban franciában 1, hollandul: aas), amely játéktól és szituációtól függően egyaránt betöltheti az 1-es és a legnagyobb lap szerepét is (pókerben például az ász alapesetben a legnagyobb lapnak számít, de ha sorhoz egyesre van szükség, akkor utóbbinak tekintik, a pasziánszban pedig az 1-es szerepet tölti be.).
Az 52 lap mellett egy pakli tartalmaz két vagy három, ritkábban négy dzsókert (általában udvari bolondot ábrázoló lap), amelyek bármely más lapot helyettesíthetnek (ha egy lap elveszett vagy megsérült). Ezeket viszont nem minden játékban használják.
Bár árusítanak francia kártyát egypaklis kiszerelésben is, egy teljes csomag francia kártya két pakliból áll. Ezeket a hátoldaluk színe különbözteti meg: az egyiknek piros, a másiknak fekete vagy szürkéskék. A bridzsben például csak egy paklira van szükség. A két pakli akár felváltva is használható, például kártyakeverő gép használata esetén szokás, hogy amíg az egyik paklival játszanak, addig a másikat keveri a gép.

## Kártyajátékok
- Bridzs
- Fekete dáma
- Huszonegy
- Holland kocsma
- Kanaszta
- Póker
- Preferánsz
- Pasziánsz
- Szőnyeg pasziánsz
- Rikiki
- Rablórömi
- Römi
- Speed
- Kent-kupé